# Hercostomus californicus
Hercostomus californicus is een vliegensoort uit de familie van de slankpootvliegen (Dolichopodidae). De wetenschappelijke naam van de soort is voor het eerst geldig gepubliceerd in 1920 door Van Duzee.